# Рафаиловичи
Рафа́иловичи (черног. Rafailovići, серб. Рафаиловићи, англ. Rafailovici) — небольшой курортный посёлок в общине Будва, Черногория. 

## Географическое положение
Рафаиловичи расположен на побережье Адриатического моря к востоку от посёлка Бечичи. Расстояние до Подгорицы — 40 км, длина пути по шоссе — 63,4 км. Пеший путь до Будвы по приморскому бульвару составляет 3,2 км. Высота центра над уровнем моря — 12 метров.

## Население
Данные о числе постоянных жителей Рафаиловичи в сводке по переписи населения Черногории за 2011 год отсутствуют.

## Описание
Исторически Рафаиловичи был небольшой рыбацкой деревушкой. В настоящее время является туристическим местом на Будванской ривьере. Посёлок окружают средиземноморская растительность и каменистые отроги слоистых скал. Через тоннель, прорубленный в горе на восточной границе посёлка (его длина составляет 185 метров), можно пройти на пляж Каменово (plaža Kamenovo).
В нескольких минутах ходьбы от пляжа Рафаиловичи находится парапланерная станция.

## Галерея
- Граница Бечичи и Рафаиловичи
- На переднем плане — пляж Рафаиловичи
- Пляж Девиштенье
- Отели и апартаменты в Рафаиловичи
- Цветущий уголок в Рафаиловичи
- Лодочный причал в Рафаиловичи
- Пешеходный тоннель Рафаиловичи—Каменово
- Рафаиловичи вечером